# Upset Noise
Gli Upset Noise sono una band punk hardcore nata a Trieste negli anni ottanta.

## Storia
La loro prima uscita discografica "VI ODIO" è datata 1983. Si tratta di uno split E.P. condiviso e autoprodotto con la band Warfare di Gorizia; un disco dal suono veloce, ruvido e decisamente punk.
La formazione dell'epoca è composta da Fabrizio Fiegl alla batteria, Giorgio Macoratti al basso, Fausto Franza alla chitarra e Sandro Zarotti alla voce.
Ma è nel 1985 che il nome della band comincia a girare nelle scene hardcore punk nazionali ed estere. Merito dell'E.P. autoprodotto "DISPERAZIONE NEVROTICA" registrato con una formazione nuova, composta sempre da Fabrizio e Fausto, con al basso Paolo Cattaruzza che sostituisce Giorgio Macoratti (rip); mentre alla voce si presenta Edi Roncelli.
La musica degli Upset Noise viene così conosciuta anche negli Stati Uniti, grazie a una buona recensione della nota rivista Maximumrock'n'roll, che li definisce, inoltre, molto originali per l'epoca.
Nel 1986 il batterista Fabrizio Fiegl entra a suonare a tempo pieno con i Negazione lasciando il posto all'esuberante Stefano Bonanni già membro dagli Eu's Arse (hardcore punk d-beat da Udine). Poco dopo anche Edi Roncelli lascia il microfono e la sua poesia a Lucio Drusian che da lì in poi scrive i nuovi testi in inglese e dà un'ulteriore e decisiva svolta al progresso della band.
Con questa formazione gli Upset Noise pubblicano il primo LP "NOTHING MORE TO BE SAID" per l'etichetta belga Hageland Records; disco che viene successivamente ristampato e distribuito anche dalla T.V.O.R. On Vinyl (marchio del noto Stiv Valli). La copertina e il logo UPSET NOISE sono realizzati da R.K. Sloane, artista famoso per aver disegnato inoltre il marchio di Guns N' Roses e Accused.
Con i nuovi componenti la strategia musicale della band cambia a favore di un inedito crossover/hardcore/metal, pur mantenendo un'attitudine genuinamente Hardcore Punk. Il vinile porta gli Upset Noise a intensificare l'attività live in Italia e in Europa, dividendo gli stages con gruppi quali D.R.I., Holy Terror, Social Unrest, Attitude, Accused.
Successivamente la band si evolve ulteriormente in una formazione a cinque elementi; al basso subentra Guido Zamattio e Massimo Arban si aggiunge come seconda chitarra. Più determinati che mai nel 1989 pubblicano sempre per T.V.O.R. un nuovo E.P. dal titolo "GROWING PAIN". Il risultato è un concentrato di potenza thrash metal ed energia distruttiva hardcore, con l'inserimento della spiazzante track “Growing Pains” di matrice rock, ma inaspettatamente più classica dell'abituale stile degli Upset Noise; e il pezzo piace molto ai berlinesi Jingo de Lunch (già compagni fraterni di strada e di palchi degli U.N.) tanto da riproporla e includerla nel loro album “Underdog” del 1990.
Nel 1993 dopo aver macinato parecchi km e suonato a molti concerti (in compagnia di band quali Cro-Mags, Only Living Witness, The Obsessed, D.I., Coroner, Into Another e Jingo de Lunch), gli Upset Noise pubblicano l'album “COME TO DADDY” per la nuova etichetta “GLC RECS”,  il cui l'engineering è affidato a Walt Molt e Joseph Herensberger dei Jingo de Lunch; la produzione è dell'amico Enrico “K” Susi, mentre la copertina viene realizzata da Jeff Gaither.
Il disco sembra spingersi ben oltre l'ambito crossover del gruppo, con un suono potente, ma fin troppo pulito e stilisticamente molto vario.
Ma dopo un tour promozionale in Europa con i Cro-Mags, il cantante Lucio Drusian abbandona improvvisamente la band a causa di gravi problemi di salute. Gli Upset Noise non riescono a trovare un sostituto adatto alla voce, perdendo la motivazione a continuare a suonare. Da lì a poco, il gruppo si scioglie nel 1995.
Fortunatamente, nel gennaio del 2015, dopo 20 anni, gli Upset Noise si ritrovano in sala prove a Udine. La carica è nuovamente in circolo e le cose da dire sono ancora tante. Fausto alla chitarra, Stefano alla batteria e Lucio (nuovamente in salute) alla voce, reclutano Yure Donati al basso e ripartono a dare la loro consueta energia sui palchi.
Nello stesso anno la label italiana F.O.A.D. pubblica un CD con le tracce rimasterizzate di "Nothing More To Be Said", "Growing Pain" e un live in Olanda nel '86 + DVD documentario con video live e intervista.

## Discografia

### Album in studio
- 1986 - Nothing More to be Said
- 1993 - Come to Daddy...

### EP
- 1985 - Disperazione nevrotica
- 1989 - Growing Pain

### Raccolte
- 2012 - Ribellione controllata - Lost Demotape 1984
- 2015 - Nothing More to Be Said / Growing Pain and Live in Holland 1986

### Split album
- 1984 - Vi odio (con i Warfare)
- 2006 - Ribellati ancora